# Wallertheim
Wallertheim település Németországban, Rajna-vidék-Pfalz tartományban. Lakosainak száma 1753 fő (2023. december 31.).

## Népesség
A település népességének változása:
| Lakosok száma | 1169 | 1707 | 1686 | 1718 | 1769 | 1753 |
|               | 1975 | 2017 | 2019 | 2021 | 2022 | 2023 |